# 클레르 켐
클레르 켐(Claire Keim, 1975년 7월 8일 ~ )은 프랑스의 배우, 가수이다.

## 출연 작품
- 스톱 유어 무비! (2015)
- 숨 막히는 (2014)
- 미셸 스코프의 놀라운 모험 (2004)
- 대디 (2003)
- 리퍼 (2001)
- 왕의 춤 (2000)
- Les Trois soeurs (1998)